# NGC 5515
NGC 5515 (również PGC 50750 lub UGC 9096) – galaktyka spiralna (Sab), znajdująca się w gwiazdozbiorze Wolarza. Odkrył ją William Herschel 16 maja 1787 roku. Należy do galaktyk Seyferta.